# Venceslao III di Boemia
Venceslao III (Praga, 6 ottobre 1289 – Olomouc, 4 agosto 1306) fu re di Boemia dal 1305 al 1306, re d'Ungheria dal 1301 al 1305, e re di Polonia dal 1305 al 1306.
Ultimo sovrano della dinastia dei Přemyslidi, che era al potere da circa 400 anni, era figlio del re ceco e polacco Venceslao II e di sua moglie Giuditta d'Asburgo. Nel 1298, i delegati boemi si accordarono con Andrea III d'Ungheria affinché questi, in un futuro indeterminato, concedesse in sposa sua figlia al giovane boemo, che all'epoca aveva nove anni. Dopo la morte del sovrano magiaro, il dodicenne Venceslao fu incoronato re d'Ungheria il 27 agosto 1301 a Székesfehérvár. Tuttavia, egli non controllò mai l'intera Ungheria e suo padre e i suoi consiglieri esercitarono il governo in sua vece. Durante il suo dominio, dovette convivere con la presenza di Carlo Roberto, il quale amministrava la parte meridionale dell'Ungheria e bramava per sé la corona ungherese. Malgrado papa Bonifacio VIII e l'imperatore del Sacro Romano Impero Alberto I d'Asburgo avessero dichiarato il proprio sostegno a Carlo, nell'estate del 1304 Venceslao II decise di sostenere la posizione di suo figlio con una campagna militare in Ungheria. Tuttavia, ben presto, dovette ritirarsi dalla terra magiara assieme a Venceslao III, senza però che questi avesse rinunciato alla corona di Santo Stefano.
Dopo la morte del genitore nel giugno del 1305, Venceslao III salì al trono della Boemia e della Polonia. Con quest'ultimo regno che versava in condizioni di forte indebitamento, la posizione del nuovo sovrano appariva assai fragile a Cracovia e la sua nulla influenza nel governo ungherese non giocò a suo favore. All'inizio del regno di Venceslao, si svolsero dei negoziati con Alberto del Sacro Romano Impero, i quali risultarono notevolmente vantaggiosi per Venceslao. Terminate le trattative con gli Asburgo, il 9 ottobre 1305 abdicò al trono ungherese in favore del duca di Bassa Baviera Ottone III. Il 5 ottobre 1305 Venceslao sposò Viola, la figlia del duca di Teschen Miecislao. Secondo i cronisti contemporanei e successivi, Venceslao III trascorse il suo periodo sul trono secondo stili di vita «moralmente deprecabili» e rimase sempre limitato dal peso specifico dell'aristocrazia, alla quale concesse molti dei suoi possedimenti. Secondo gli autori, l'inversione di rotta nel comportamento del re sarebbe avvenuta nel primo anniversario della morte di Venceslao II, quando visitò la sua tomba nel monastero di Zbraslav, nei dintorni di Praga, dove l'abate locale Corrado di Erfurt lo riportò alla ragione. Tuttavia, i documenti reali dell'epoca non confermano le affermazioni dei cronisti relative all'ampia distribuzione dei beni che sarebbe stata compiuta dal giovane.
La situazione in Polonia peggiorò per i Přemyslidi nel 1306: il principe di Cracovia Ladislao I il Breve guidò la resistenza in Piccola Polonia, mentre la Grande Polonia patì l'attacco del principe di Głogów Enrico III. Deciso a intraprendere una campagna bellica in Polonia, Venceslao diede il via alle operazioni di reclutamento, ma, mentre radunava le truppe, si recò a Olomouc, dove fu assassinato il 4 agosto 1306 all'età di 16 anni. L'assassinio nella città morava sarebbe avvenuto nella casa del decano, nelle immediate vicinanze della Cattedrale di San Venceslao. Le circostanze relative all'omicidio non sono mai state chiarite del tutto: la maggioranza dei cronisti afferma che l'assassinio fu commesso dal cavaliere della Turingia Corrado di Botenstein, proveniente da Mühlhausen, che apparentemente venne catturato e ucciso dopo il tragico evento. La storiografia considera tra i più probabili autori del misfatto Alberto d'Asburgo, Ladislao I, la nobiltà boema nel suo insieme o qualcuno dei membri, con quest'ultima possibilità ritenuta la più probabile secondo gli storici. Sepolto nella cattedrale di San Venceslao di Olomouc, in seguito le sue spoglie furono trasferite al monastero di Zbraslav e nel ruolo che ricoprì in vita gli subentrò Enrico di Carinzia e Tirolo.

## Biografia

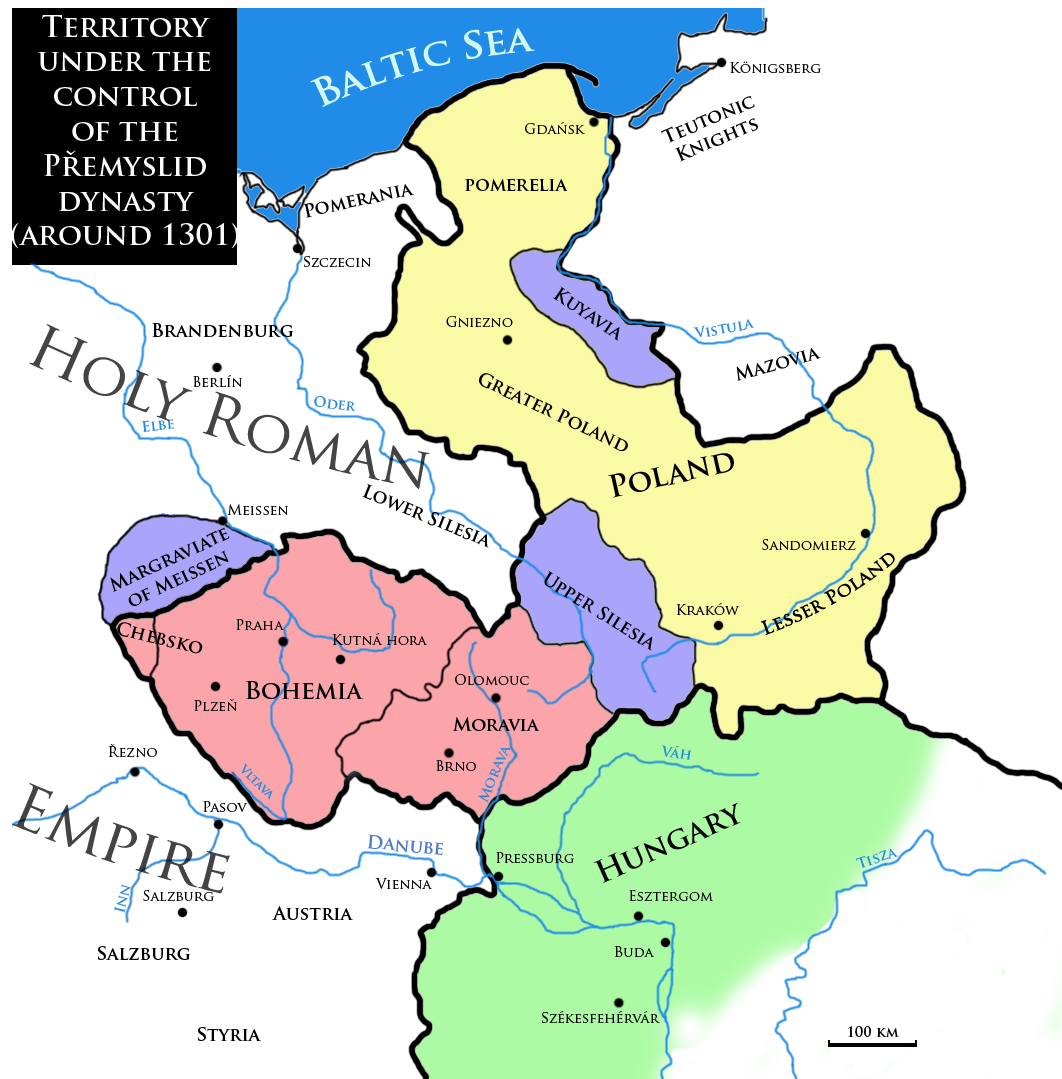
Territorio sotto il controllo della dinastia dei Přemyslidi intorno al 1301:
Regno di Boemia
Regno di Polonia
Probabile area d'influenza di Venceslao III in Ungheria
Stati vassalli

Regno di Boemia
     Regno di Polonia
     Probabile area d'influenza di Venceslao III in Ungheria
     Stati vassalli

### Primi anni
Venceslao III nacque il 6 ottobre 1289 come secondo figlio del re ceco Venceslao II e di sua moglie Guta d'Asburgo. Assieme a lui nacque in un parto gemellare Anežka, il quale morì in tenera età nel 1292. I due bambini furono probabilmente battezzati dall'abate di Sedlec Heidenreich Sedlecký, come riferisce il Chronicon Aulae regiae (l'opera è anche nota con il nome di cronaca di Zbraslav):
(Chronicon Aulae regiae)

### Acquisizione della corona ungherese
All'età di nove anni, il 12 febbraio 1298, Venceslao III fu promesso a Vienna alla presenza del duca d'Austria Alberto d'Asburgo e del re d'Ungheria Andrea III a Elisabetta, la figlia di dieci anni del magiaro. Nel gennaio 1301, Andrea III morì senza avere un erede maschio, con il risultato che la dinastia regnante degli Arpadi si estinse. La nobiltà ungherese rifiutò la candidatura del principe di Napoli Carlo Roberto d'Angiò (nipote di Maria, la figlia del re ungherese Stefano V), che era stato incoronato sovrano d'Ungheria dall'arcivescovo di Esztergom. Poiché questa incoronazione violava quasi tutte le antiche usanze ungheresi, la maggior parte dei nobili magiari non la riconobbe come legittima, sostenendo che tanto Venceslao III, nipote di Cunegonda di Slavonia e promesso sposo alla figlia di Andrea Elisabetta, tanto il duca di Bassa Baviera Ottone III della famiglia Wittelsbach, nipote di Béla IV, vantavano gli stessi diritti sul trono. A seguito di alcuni negoziati avvenuti tra Venceslao II e i delegati ungheresi, la corona di Santo Stefano fu assicurata al figlio del boemo, decisione questa confermata dalla Dieta ungherese nel maggio del 1301. Come testimonia la cronaca di Ottocaro di Stiria, gli aristocratici ungheresi furono corrotti con l'argento di Kutná Hora elargito durante le elezioni: l'autore descrive altresì la grande avidità finanziaria dei magnati magiari e i malumori dei cortigiani boemi per questi esborsi eseguiti da Venceslao II.

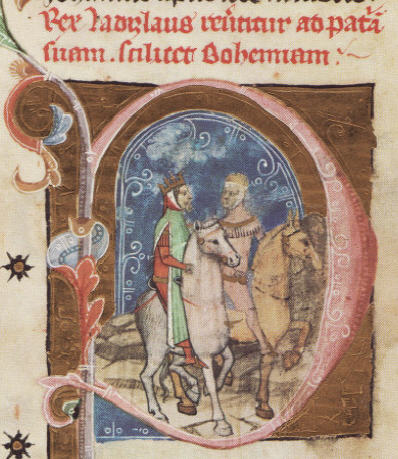
Miniatura di Venceslao III in viaggio verso l'Ungheria nella Chronica Picta

A seguito dell'intervento della delegazione boema in Ungheria dopo l'elezione, seguirono ulteriori atti di corruzione e si tenne un incontro tra le due controparti per confermare i diritti e le concessioni già esistenti in capo ai nobili ungheresi.
Grazie all'intervento di abili diplomatici e di alcuni membri del clero, Venceslao II procedette dunque di persona verso Székesfehérvár al fine di suggellare l'accordo per suo figlio. Il seguito di Venceslao fu attaccato più volte dalle forze di Carlo Roberto d'Angiò, che bramava anch'egli la
massima carica e che si insediò stabilmente nelle terre meridionali del regno d'Ungheria, al fine di impedire che il suo rivale amministrasse quell'area. A seguito di tale occupazione, Venceslao non fu mai in grado di potersi dire unico sovrano su tutte le terre sottoposte all'autorità della corona di Santo Stefano. Il 27 agosto 1301, nella capitale storica ungherese, Venceslao III salì alla massima carica sotto il nome di Ladislao V d'Ungheria. Tuttavia, tale denominazione non impedì la soppressione di Venceslao, come si desume da un'analisi storiografica di alcuni atti del tempo emessi in Ungheria. L'ascesa al trono ungherese è così descritta dal Chronicon Aulae regiae:
(Chronicon Aulae regiae)
Ben presto, l'incoronazione di Venceslao III fu messa in discussione da papa Bonifacio VIII, il quale fece notare che a celebrare la nomina del nuovo sovrano non era stato l'arcivescovo di Esztergom, il quale parteggiava allo stesso modo della Santa Sede per Carlo Roberto d'Angiò, ma l'arcivescovo di Kalocsa, circostanza che violava l'antica tradizione ungherese. Pertanto, nell'ottobre del 1301, con la minaccia che in caso di assenza sarebbe stato rimosso dai suoi incarichi, il pontefice sollecitò l'arcivescovo di Kalocsa a comparire entro quattro mesi a Roma per essere ascoltato al cospetto del soglio pontificio. Tuttavia, quest'udienza non ebbe mai luogo, in questo l'uomo di chiesa era nel frattempo morto. Bonifacio VIII inviò una convocazione simile a Venceslao II tramite una delegazione pontificia recatasi a Praga, chiedendo che fossero rettificate tutte le irregolarità messe in atto di Venceslao II al momento dell'incoronazione di suo figlio quale re d'Ungheria. Poiché il boemo era consapevole del fatto che accettare la richiesta del pontefice avrebbe comportato l'invalidazione delle manovre eseguite in favore di suo figlio, preferì ignorare la richiesta.

### Re d'Ungheria
A causa della sua giovane età e della sua inesperienza, non si poteva immaginare che Venceslao III governasse da solo, ragion per cui in sua vece amministrarono alcuni consiglieri e suo padre stesso, il quale esercitò una grande influenza in Ungheria. La regione effettivamente sotto il dominio del sovrano boemo era grosso modo compresa tra l'odierna Slovacchia e l'odierna Ungheria occidentale, nello specifico tra Buda e Sopron. Il suo vicecancelliere doveva originariamente essere il già citato Jan Muskata, ma apparentemente questo non accadde mai, perché dopo l'incoronazione di Venceslao, Benché in principio si statuì che il suo vicecancelliere avrebbe dovuto essere Jan Muskata, ciò non accade mai, in quanto dopo l'ascesa di Venceslao, operò in quella veste il prevosto di Székesfehérvár.
(Chronica Picta)
Secondo alcuni cronisti e vari storici, i giovani nobili boemi si recarono sicuramente in Ungheria al fianco di Venceslao III. È probabile che una simile scelta fu favorita dalla maggiore permissività presente alla corte ungherese, cosa che agevolò a Venceslao III l'adozione di uno stile di vita abbastanza sregolato. Tuttavia, tale ricostruzione non sembra verosimile, in quanto si può verosimilmente supporre che i cronisti abbiano confuso le informazioni del Chronicon Aulae regiae relative ai giovani nobili che corruppero Venceslao III dopo la morte di suo padre, nello specifico quando era re di Boemia e Polonia.
(Chronicon Aulae regiae)

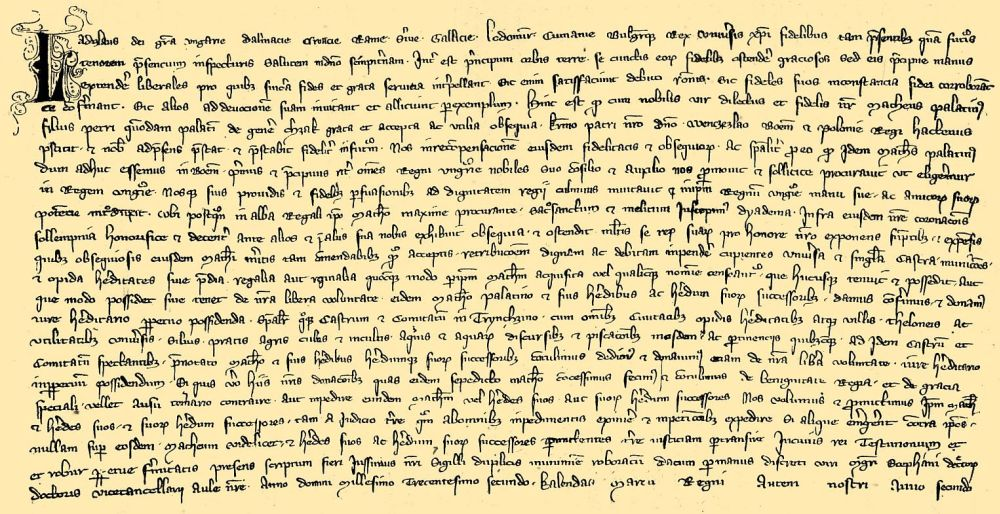
Un atto sottoscritto da Venceslao III con cui donava il possesso di un feudo al nobile Matúš Čák.

Per non perdere l'appoggio di alcuni magnati ungheresi, Venceslao dovette continuare a ricompensarli con il placet di suo padre; Matúš Čák, nobile di Trenčín, fu colui che ne trasse i maggiori benefici. Il 28 febbraio 1302, Venceslao III confermò tramite un atto a oggi sopravvissuto che tutti i castelli reali, le città e i feudi acquisiti da Matúš durante la sua vita sarebbero confluiti nella sua eredità, specialmente il Comitato di Nitra. Al contempo, Venceslao dovette ricompensare non solo i magnati ungheresi, ma anche i consiglieri boemi che vennero con lui in Ungheria. Tra questi c'era, per esempio, il vescovo di Cracovia e originario della Slesia Jan Muskata, al quale vendette il castello di Plaveč nel comitato di Sáros il 26 settembre 1301. Tuttavia, la condizione di frammentazione in cui versava il regno impedì a Muskata di ottenere effettivamente il possesso del castello.
Come già accennato, papa Bonifacio VIII non riconobbe Venceslao come legittimo re d'Ungheria e aveva già inviato un legato pontificio e il cardinale Nicola Boccasini in Ungheria dall'8 maggio 1301, ovvero in una data antecedente all'incoronazione del giovane. Il prelato si mosse sin da subito contro i Přemyslidi e i loro sostenitori in Ungheria nello stesso anno, incitandoli invece a sostenere Carlo Roberto d'Angiò. Tuttavia, la maggioranza di essi si rifiutò e si oppose a Boccasini, la cui presa di posizione fu talmente rigettata dagli abitanti di Buda che cominciarono a minacciarlo di morte, costringendolo a fuggire a Bratislava non senza aver prima emesso un interdetto sulla città da lui abbandonata. Egli insediò Stefano, ostile ai Přemyslidi, al posto del defunto vescovo di Kalocsa, e sotto la pressione della Santa Sede anche Jan Muskata dovette lasciare l'Ungheria. Nel settembre 1302, constatate le condizioni che riteneva mature, Carlo Roberto tentò addirittura di conquistare Buda, ma fu contrastato dai rinforzi di un altro grande sostenitore di Venceslao, Ivan Kysecky, il quale costrinse l'esercito angioino a ritirarsi.

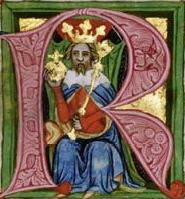
Miniatura di Venceslao II nel Chronicon Aulae regiae

Nel 1302, il papa invitò tutte le parti in conflitto in Ungheria a partecipare a un incontro a Roma. Venceslao II, tuttavia, non si affrettò a riflettere su questa offerta e dapprima negoziò tramite il suo consigliere Ulderico di Pabenice. La riunione nell'Urbe ebbe infine luogo nel maggio 1303, ma il re boemo inviò per l'occasione soltanto degli ambasciatori che non erano sufficientemente informati sulla situazione, i quali dichiararono che Venceslao non aveva mai avuto intenzione di generare una disputa sull'Ungheria. A ogni modo, la curia interpretò la controversia affermando che i Přemyslidi si erano già convinti a insediarsi in Ungheria ancor prima che i nobili locali avessero offerto la corona a Venceslao III. Il 31 maggio 1303, il papa rispose emettendo un documento in cui invitava i Přemyslidi a dimostrare i propri diritti sulla corona ungherese entro quattro mesi: superati i termini, il trono sarebbe passato a Carlo Roberto. Venceslao II, tuttavia, non intendeva rinunciare ai risultati ottenuti per il figlio, in quanto dal canto suo riteneva che non bisognasse dimostrare alcunché. In virtù di tale atteggiamento, Bonifacio VIII stabilì che il Regno d'Ungheria appartenesse alla regina Maria di Napoli e al nipote Carlo Roberto d'Angiò, minacciando tutti i sostenitori del partito dei Přemyslidi situati in Ungheria con pesanti punizioni ecclesiastiche. Una volta invitato Carlo Roberto ad assumere le redini dell'Ungheria, il grosso dell'aristocrazia e del clero magiaro cambiò improvvisamente schieramento e Venceslao III vide scomparire a mano a mano i suoi sostenitori.
La situazione dei Přemyslidi non fu resa più facile dalla fine di papa Bonifacio VIII nel settembre 1303, poiché fu sostituito da Nicola Boccasini con il nome di Benedetto XI. Prima della sua dipartita, Bonifacio riuscì a convincere il sacro romano imperatore e l'austriaco Alberto d'Asburgo a sostenere Carlo Roberto d'Angiò. La costituzione di una coalizione composta dagli Angiò, dalla Santa Sede e dagli Asburgo ai danni della dinastia regnante in Boemia assunse presto le dimensioni di un gigantesco leviatano e di lì a poco cominciarono le operazioni volte a reclutare eserciti da indirizzare contro le terre ceche.

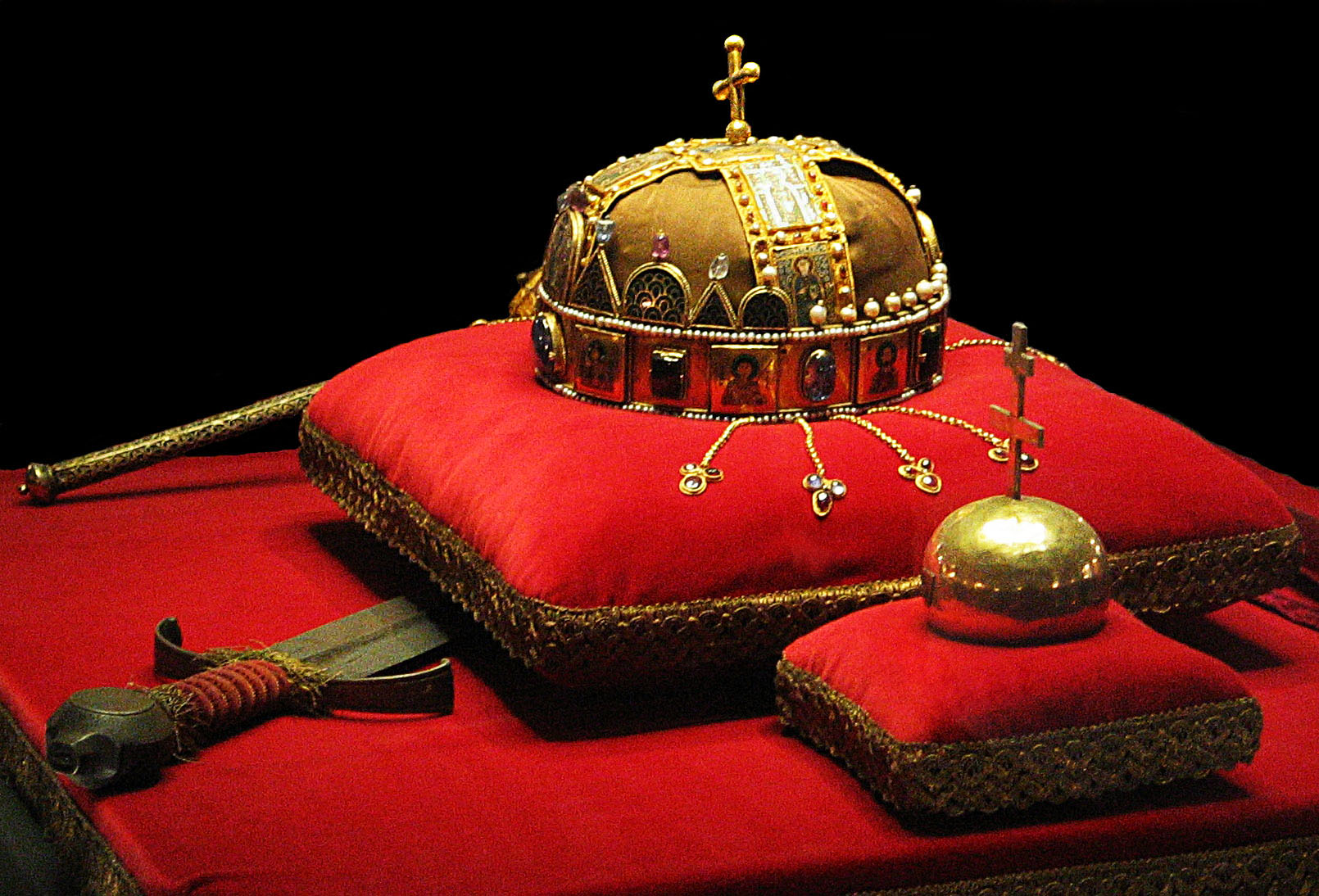
La corona di Santo Stefano

Mentre la crisi in Ungheria continuava ad aggravarsi, nell'estate del 1304 Venceslao II decise di intraprendere una spedizione militare in Ungheria per consolidare il dominio di suo figlio e per combattere i sostenitori di Carlo Roberto d'Angiò. Affidato il governo in Boemia al suo più grande alleato, il margravio di Brandeburgo Ermanno III, l'esercito marciò attraverso la Slovacchia occidentale e si diresse verso Esztergom, che fu saccheggiata senza pietà perché aveva ritirato il suo precedente appoggio ai Přemyslidi. Venceslao III incontrò suo padre all'accampamento di Rákuš, allestito nei pressi di Buda. Benché le lotte contro i sostenitori degli angioini non avessero sortito effetti duraturi, Carlo Roberto preferì evitare ancora di impegnarsi in uno scontro su vasta scala. Nel frattempo, le forze del duca austriaco Rodolfo d'Asburgo e dell'ex alleato dei Přemyslidi, Matúš Čák, penetrarono nella Moravia meridionale. Venceslao II dovette pertanto arrivare immediatamente in Boemia con il suo esercito e lasciare l'Ungheria, portando con sé suo figlio perché non poteva lasciarlo senza appoggio militare. Il giovane portò via in Boemia i gioielli della corona di Santo Stefano d'Ungheria, suscitando una notevole indignazione in terra magiara, e alcuni aristocratici catturati a Buda, affinché non si unissero alla fazione degli Angiò in sua assenza. Infine, Venceslao III fece comunicare tramite i suoi messaggeri di non aver rinunciato al suo titolo di re d'Ungheria pur avendo lasciato quella zona.

### Ascesa ai troni boemo e polacco e inizio del regno

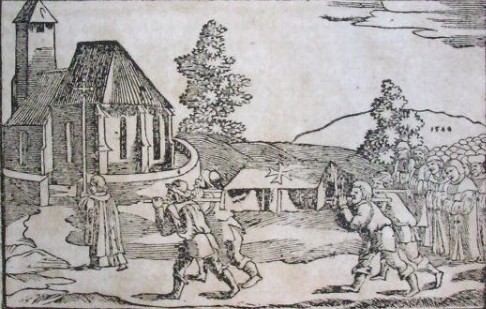
Il funerale di Venceslao II (Cronaca di Hajek)

Dopo il ritorno di Venceslao II e Venceslao III dall'Ungheria, le terre ceche dovettero affrontare l'invasione dell'imperatore Alberto d'Asburgo, di suo figlio, il duca d'Austria Rodolfo d'Asburgo, e di Carlo Roberto, sostenuto dalla regina di Napoli Maria. Grazie a un'efficace tattica di temporeggiamento e di attacchi su scala minore, le truppe austriache e ungheresi furono sconfitte ed espulse; Venceslao II accettò di negoziare in modo conciliante con Alberto, stremato a livello finanziario dal conflitto. Allo stesso tempo, la salute del monarca boemo cominciò a peggiorare in maniera grave a causa della tubercolosi che stava travagliando le sue vie respiratorie. Dall'aprile del 1305 fu permanentemente costretto a letto e il 21 giugno 1305 morì a Praga all'età di 34 anni. I momenti della morte di Venceslao II sono descritti dal Chronicon Aulae regiae: egli fece giurare a suo figlio di saldare i suoi considerevoli debiti e chiese di essere seppellito nel monastero di Zbraslav. Sul letto di morte, Venceslao II selezionò anche quattro esecutori testamentari e fece giurare ai capi della nobiltà boema una pace di terra, il cosiddetto landfrieden, che aveva lo scopo di assicurare la pace e la fedeltà dei nobili al re, almeno per la prima parte del regno di Venceslao.
Dopo essere salito sui troni ceco e polacco, Venceslao III cercò subito di adempiere alla volontà di suo padre. Nonostante l'opposizione dei canonici della Cattedrale di San Vito situata sul castello di Praga, fece seppellire Venceslao II nel monastero di Zbraslav e iniziò a pagare i debiti contratti in vita dal suo predecessore. In quel momento storico, tre corone ricadevano in capo a Venceslao, ovvero quella ceca, quella polacca e quella magiara. Tuttavia, il padre non gli aveva lasciato un dominio conservato in buone condizioni, in quanto il tesoro reale era finanziariamente sconquassato, la situazione in Polonia appariva incerta e non vi erano le condizioni affinché Venceslao III potesse effettivamente imporsi come unico sovrano dell'Ungheria.
Venceslao III portò avanti i colloqui di pace intrattenuti con l'imperatore Alberto d'Asburgo, già in corso da quando suo padre aveva respinto le truppe austriache dalla Boemia. Il re ceco e i suoi consiglieri celebrarono un notevole successo alla fine dei negoziati, in quanto il 18 agosto 1305 Alberto abolì le restrizioni precedentemente imposte alla corona di Venceslao e riconobbe i suoi diritti su ogni trono amministrato dal boemo. Alberto accettò dunque in via estensiva non soltanto i diritti dei Přemyslidi sul trono polacco, ma anche quelli sulla corona ungherese, benché l'imperatore si limitò in questo caso a non negarli piuttosto che riconoscerli chiaramente. In cambio, Venceslao dovette cedere il possesso dell'Egerland (in ceco Chebsko) ad Alberto e rinunciare ai suoi diritti sul Margraviato di Meissen a favore dei Wettin. Gli Ascanidi di Brandeburgo ricevettero, ai sensi di una promessa precedente, una parte della regione della Pomerania in sostituzione del Meissen.

### Rinuncia alla corona ungherese e matrimonio

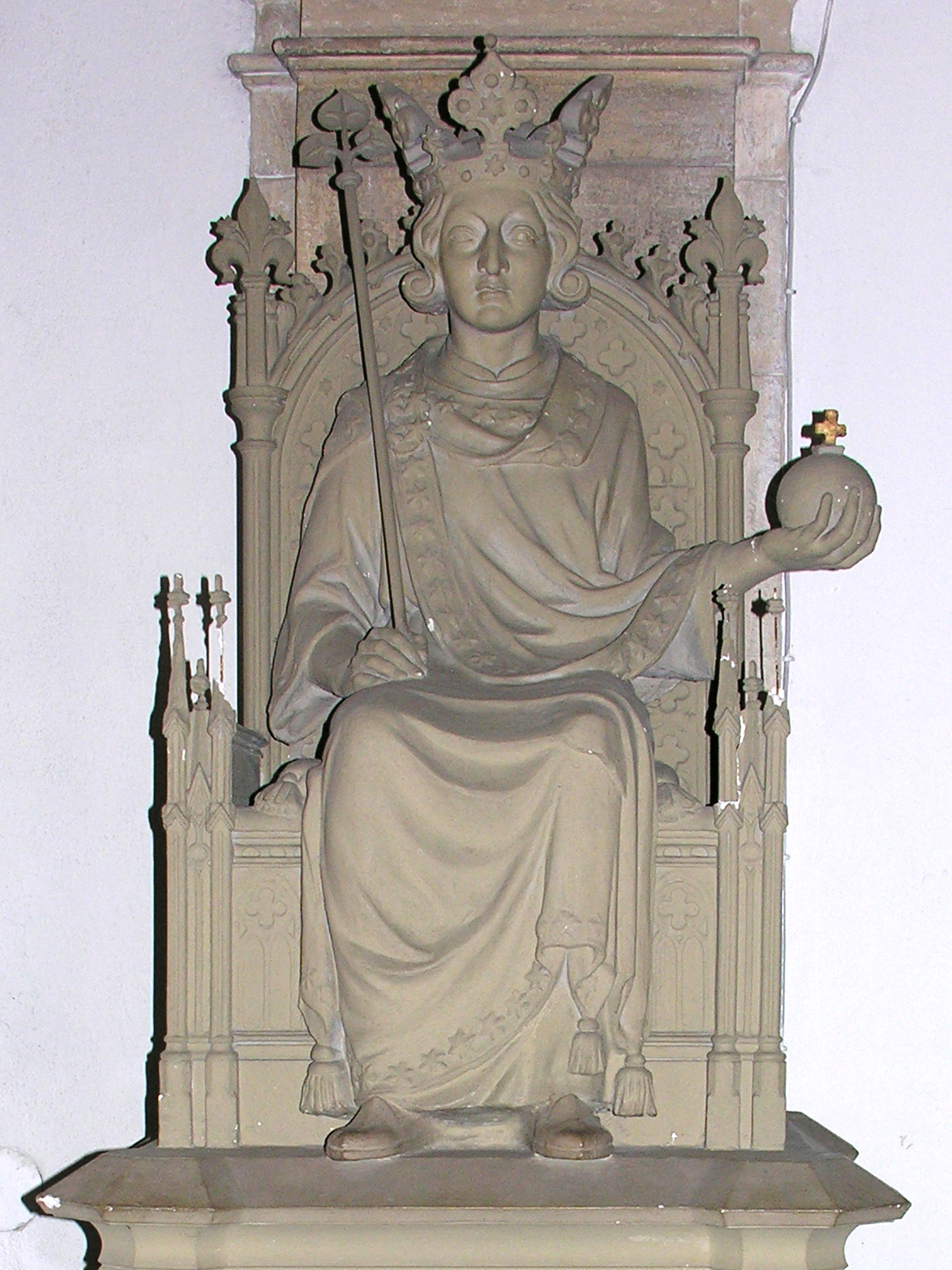
Statua di Venceslao III a Olomouc

Dopo la fine dei negoziati di pace con gli Asburgo, il re si concentrò sull'Ungheria, che non poteva considerarsi ancora del tutto persa per i Přemyslidi. Venceslao III preservava ancora il titolo di re d'Ungheria, oltre ad aver trasportato la corona di Santo Stefano a Praga, e in terra magiara poteva contare sull'appoggio non solo dei fratelli Kysecký e degli abitanti di Buda, ma anche delle guarnigioni ceche, che presidiavano ancora qualche comitato amministrativo. A ogni modo, nonostante i vantaggi appena esposti, compiere una campagna in Ungheria si sarebbe rivelato troppo costoso e dall'esito incerto, ragion per cui il giovane re ricorse a una soluzione diplomatica. Il 9 ottobre 1305, a Brno, rinunciò alla corona ungherese e consegnò i diritti al trono ungherese e i gioielli reali al duca della Bassa Baviera, Ottone III, anch'egli bramoso di insediarsi a Buda, ottenendo così un prezioso alleato e permettendogli di concentrare i suoi sforzi verso il rafforzamento del suo dominio in Polonia.

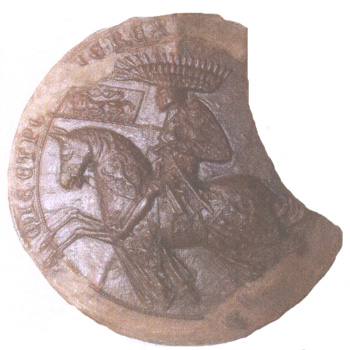
Sigillo di Venceslao III

La rinuncia al trono ungherese era legata all'annullamento da parte di Venceslao del suo fidanzamento con la figlia del defunto re Andrea III, Elisabetta, e al suo matrimonio celebrato in tempi rapidi con Viola, figlia del duca minore e di scarso rilievo politico di Teschen Miecislao. Le nozze, celebratesi il 5 ottobre 1305, suscitarono un effetto di stupore e sorpresa in molti dei contemporanei di Venceslao. A un'analisi attenta, con questo matrimonio i Přemyslidi non avevano rafforzato il proprio potere in Polonia nel suo insieme, cosa invece avvenuta con il matrimonio suggellato da Venceslao II con Elisabetta Richeza. Secondo lo storico polacco Tomasz Pietras, il matrimonio avrebbe dovuto assicurare protezione e un facile accesso a Cracovia: se questa teoria fosse corretta, Jan Muskata, il vescovo dell'allora capitale polacca e strenuo alleato dei Přemyslidi, potrebbe aver giocato un ruolo cruciale nella combinazione del matrimonio. Il cronista di Zbraslav e autore del Chronicon Aulae regiae Pietro di Zittau giudicò il matrimonio alla stregua del frutto di una manovra ordita dai signori cechi, i quali, temendo che Venceslao III potesse rafforzare la sua posizione sposandosi con una nobildonna di una casata importante, preferirono consigliargli di sposare la figlia di un «piccolo duca». Resta comunque probabile, data la giovane età di Venceslao, che egli scelse guardando più alla bellezza della donna piuttosto che alle motivazioni politiche che potevano avvalorare la sua scelta. Subito dopo il matrimonio, il 10 ottobre 1305, Venceslao III partecipò alle trattative con i Cavalieri teutonici a Bruntál; si trattò dell'ultima volta in cui nei documenti lo si menziona quale «signore d'Ungheria».
Un altro matrimonio reale ebbe luogo il 13 febbraio 1306, quando la sorella di Venceslao, Anna, sposò Enrico di Carinzia e Tirolo, che aveva 25 anni più di lei. Poiché appare verosimile ritenere che tale matrimonio fosse stato già organizzato da Venceslao II, è lecito dedurre che Venceslao III dimostrò ancora una volta di rispettare gli impegni del suo predecessore.

### Rapporti con la nobiltà
Secondo il Chronicon Aulae regiae, gli inizi del regno di Venceslao III furono positivi. Pietro di Zittau criticò nei suoi scritti il momento in cui il giovane re scelse di non ascoltare più i suggerimenti del consiglio esecutivo e dei più esperti, finendo per essere manipolato dalla nobiltà che gli aveva affiancato i propri figli in età adolescenziale. Per lo stesso autore, essi corruppero e plagiarono la mente di Venceslao spingendolo a molti comportamenti dissoluti, inclusi una vita sessuale sfrenata, ubriacature e altri vizi. Sfruttando lo stato confusionale, al re ubriaco furono estorte molte concessioni e il giovane venne spogliato di molti feudi, oltre che di città regie e castelli.
(Chronicon Aulae regiae)

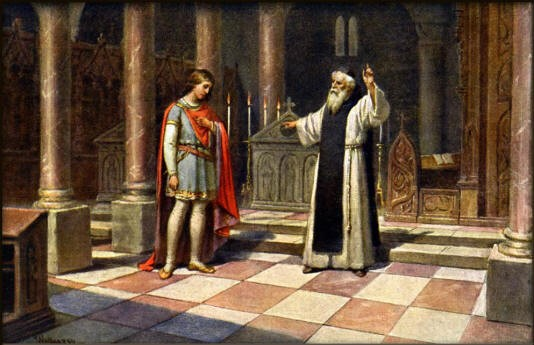
Venceslao III presso la tomba di suo padre a Zbraslav viene rimproverato dall'abate Corrado di Erfurt, che lo invitava a rinunciare alla vita spericolata e a dedicarsi ai suoi impegni. Olio su tela di Josef Mathauser (1846-1917)

Il testo appena citato prosegue sostenendo che il cancelliere del re Pietro Angelo di Pontecorvo, che sostituì l'assente Pietro di Aspelt nel suo incarico, ebbe comunque un ruolo in questi scambi dalla dubbia utilità. Stando alle cronache, la sregolatezza di Venceslao favorì soprattutto Raimondo di Lichtenburg, Enrico di Lípa e Hynek di Dubé, ovvero alcuni nobili locali. A giudizio di Pietro di Zittau, l'inversione di rotta nel comportamento del re sarebbe avvenuta nel primo anniversario della morte di Venceslao II, quando visitò la sua tomba nel monastero di Zbraslav e l'abate Corrado di Erfurt sì lasciò andare a un accorato appello con cui lo invitava a rinsavire. Non si può escludere che, durante la fase di maggiore trasandatezza, Venceslao copulò con una cortigiana dalla quale ebbe una figlia illegittima di nome Elisabetta. Tuttavia, resta incerto se questa fosse effettivamente sua figlia oppure semplicemente una sua sorellastra il cui padre era quindi Venceslao II. Elisabetta è menzionata nella dispensa papale del gennaio 1332 come figlia illegittima del «celibe re Venceslao», ma non si specifica di quale dei due. Dal contesto temporale gli storici immaginano si trattasse della figlia di Venceslao III.
Sono sopravvissuti a oggi 26 documenti reali risalenti al mandato di Venceslao III e inerenti alla politica interna, ma questi non confermano il resoconto di Pietro di Zittau di un'ampia e innegabile redistribuzione di feudi a favore della nobiltà. Resta comunque testimonianza della cessione di alcune proprietà, oltre che a vantaggio dell'aristocrazia, alla chiesa locale. Salvo variazioni minori, Venceslao III non intaccò l'apparato amministrativo così come delineato al momento della sua ascesa, con il risultato che rimasero in carica personaggi già attivi durante il regno di suo padre. Seguendo l'esempio del genitore, nel maggio del 1306 Venceslao III emise l'atto di fondazione di un monastero cistercense vicino a Vsetín, che sarebbe stato battezzato come «rifugio ameno del re». Tuttavia, a causa della prematura morte del sovrano, l'edificio non andò mai costruito. Fondando la struttura religiosa, Venceslao probabilmente mirava a rafforzare la sua autorità nella Moravia nord-orientale contro la nobiltà, soprattutto contro gli Sternberg.

### Preparativi per la campagna in Polonia
Alla fine del 1305, la situazione in Polonia iniziò a deteriorarsi rapidamente per i Přemyslidi. Il principe Ladislao detto il Breve guidò da Cracovia la resistenza in tutta la Piccola Polonia, espugnando il castello di Pelczyska a Sandomierz. La Grande Polonia, esposta alle minacce delle incursioni del Granducato di Lituania, fu attaccata dal principe Enrico III di Głogów, che prese possesso dell'importante centro di Poznań. I sostenitori di Venceslao III lo abbandonarono gradualmente e il governatore boemo Ulderico di Boskovice e il vescovo di Cracovia, Jan Muskata, entrarono in grande difficoltà. Fortunatamente, i Cavalieri teutonici, che nel gennaio del 1306 avevano concluso una tregua di nove mesi con Ladislao a Toruń, estesero la pace del polacco anche con Venceslao III agendo in sua vece. Tuttavia, dopo che i rinforzi ungheresi forniti da Amedeo Aba, un nobile magiaro, arrivarono in Polonia, Ladislao ruppe l'armistizio violandone i termini. Venceslao non ebbe a quel punto altra scelta che intraprendere una campagna militare in Polonia. Perché non disponeva di abbastanza fondi per assoldare un esercito di mercenari, nella primavera del 1306 esigette forti tributi agli abitanti della Boemia e della Moravia. I primi a opporsi a questa misura, anche perché i più vessati, risultarono i membri della nobiltà, nei cui confronti Venceslao pretese fedeltà e minacciò che avrebbe loro sottratto dei possedimenti in caso di mancata ottemperanza ai propri doveri. Stando a quanto riferito dalle fonti coeve, egli mosse anche alcuni primi passi volti a procedere all'espropriazione dei beni degli aristocratici ribelli, suscitando naturalmente indignazione. Nel mese di luglio, mentre reclutava le truppe per la campagna, andò a Olomouc e consegnò temporaneamente il governo in Boemia a suo cognato Enrico di Korutan.

### Morte per assassinio

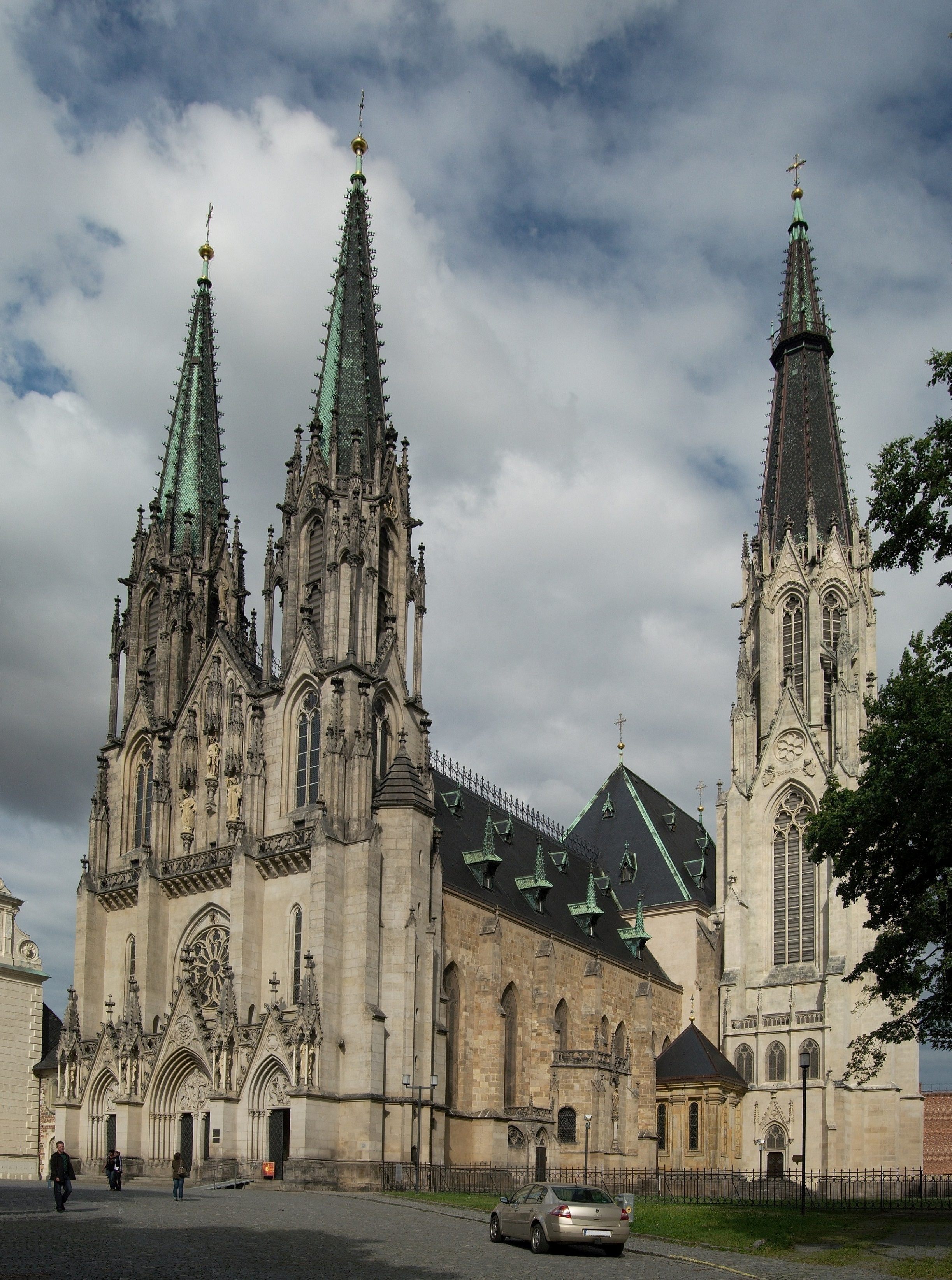
La Cattedrale di San Venceslao di Olomouc, nella cui casa vicina fu assassinato il re

Il 4 agosto 1306, Venceslao fu assassinato a Olomouc e morì quando era soltanto sedicenne. L'omicidio avvenne probabilmente nell'edificio del decanato del capitolo cittadino, situato forse a ovest della cattedrale di San Venceslao. Questa opinione viene respinta da un filone immaginario che ipotizza che il crimine si sia consumato nel luogo di residenza del vescovo. Esiste soltanto un resoconto contemporaneo sull'omicidio di Olomouc, ovvero quello presente nel necrologio del capitolo metropolitano di Olomouc, il quale afferma:
(Necrologio del Capitolo Metropolitano di Olomouc)
Il Chronicon Aulae regiae riferisce:
(Chronicon Aulae regiae)
Malgrado questo resoconto fosse stato realizzato diversi anni dopo l'omicidio, esso risulta relativamente credibile, in quanto il suo autore, Pietro di Zittau, era contemporaneo di Venceslao. Allo stesso modo, la Cronaca di Dalimil attribuisce l'omicidio a un uomo della Turingia poi catturato dalle guardie davanti al palazzo, la cui mano andò poi mozzata e data in pasto ai cani. L'opera incolpa in parte Alberto d'Asburgo, ma suggerisce anche che potrebbe essersi trattato di una cospirazione ordita contro il re. Beneš Krabice da Veitmíle, autore vissuto nel Trecento e conosciuto soprattutto per la sua Cronaca della Chiesa di Praga, afferma:
(Cronaca della Chiesa di Praga)

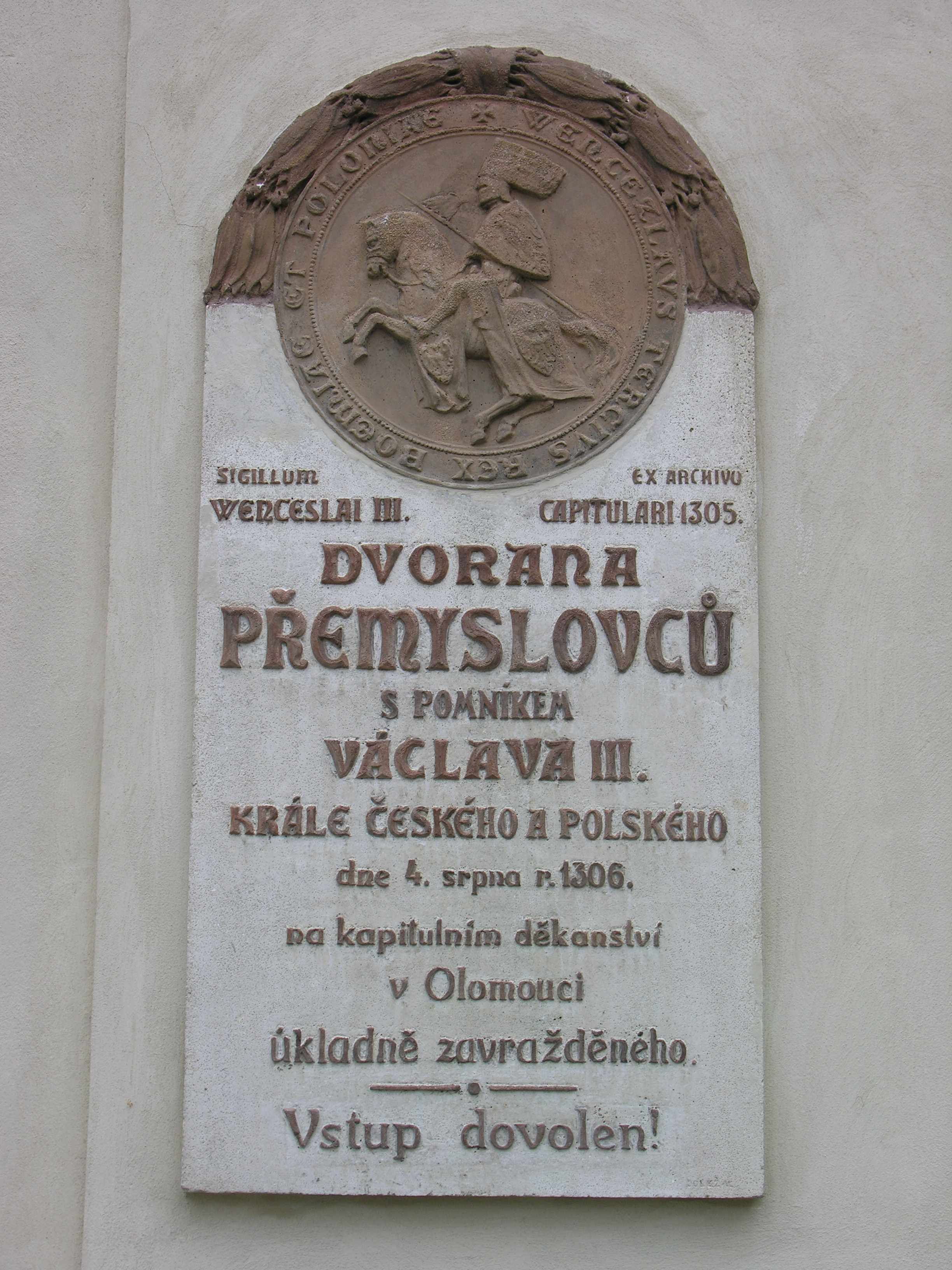
Targa commemorativa con il sigillo di Venceslao III a Olomouc

Lo scritto di Beneš Krabice da Veitmíle attinge chiaramente alle opere di Zbraslav e Dalimil, nello specifico nella parte in cui indica un certo membro della famiglia Durynk come l'assassino, quando identifica in Alberto d'Asburgo il mandante dell'efferato crimine e quando segnala la parziale (non si sa fino a quale punto) complicità dei nobili boemi. Ottocaro di Stiria attribuisce la responsabilità dell'agguato alla nobiltà ceca, in particolare a dodici giovani nobili, così come gli Annali di Salisburgo. Al contrario, la cronaca bavarese e un manoscritto di un monaco dell'abbazia di Fürstenfeld individuano in Ladislao I il mandante dell'assassinio.
Il Chronicon Aulae regiae, la cronaca di Dalimil e il necrologio del capitolo metropolitano di Olomouc, ovvero tre fonti differenti e ritenute affidabili, concordano sul fatto che l'omicidio sia stato commesso da un uomo della Turingia. Due di questi tre documenti, il necrologio e il Chronicon Aulae regiae, riportano il suo nome in Corrado, immaginando fosse proveniente da Mühlhausen o da Botenstein. Lo studioso di Miroslav Ivanov (1929-1999) fu uno dei primi a rifiutare la ricostruzione di un assassino fuggito con un coltello insanguinato subito dopo aver commesso l'omicidio e, in secondo luogo, scoprì che tramite altre fonti che Corrado non sarebbe morto se non nel 1320. Più verosimilmente si trattò di un mercenario innocente individuato come capro espiatorio che in seguito fu accusato dai cronisti. Secondo Ivanov, un oggetto che aveva con sé l'uomo venne scambiato per un coltello insanguinato da un servitore che voleva informare le guardie dell'omicidio. Tra i responsabili individuati da Ivanov figuravano Viola di Teschen, Carlo Roberto d'Angiò (ritenuti entrambi meno probabili), Alberto d'Asburgo, Ladislao I e alcuni nobili boemi. Lo studioso rigettava l'idea di una cospirazione dell'élite ceca nel suo insieme sulla base del fatto che non c'era abbastanza tempo per organizzarla.
Anche prima che Ivanov esplicasse la sua teoria, già Josef Šusta (1874-1945) credeva si trattasse di una vendetta personale di un nobile che era stato insultato dal giovane re. Josef Žemlička, dieci anni dopo Ivanov, faceva notare che i cronisti erano principalmente provenienti dal rango ecclesiastico, ragion per cui si accanirono contro la dissolutezza e l'avidità dell'aristocrazia del tempo. Allo stesso modo di Šusta, anche Žemlička non ha escluso la possibilità che l'omicidio non nascondesse alle spalle un complotto, essendosi probabilmente trattato di un crimine mosso più semplicemente dalla vendetta personale. Vratislav Vaníček ha respinto la possibilità di una cospirazione ampiamente ramificata, in quanto, a suo dire, era impossibile mantenere segreto un proposito così complesso da attuare. In generale, la figura di Corrado di Botenstein, proveniente da Mühlhausen, non sembra corrispondere al reale responsabile dell'omicidio di Venceslao III, ma il dibattito a livello storiografico ancora ferve.

## Funerali e sepoltura
Il destino del giovane re defunto si rivelò travagliato anche dopo la sua morte, in quanto non gli fu riservato un funerale adeguato prima di essere deposto nella chiesa di San Venceslao davanti all'altare maggiore. Fu solo nel 1326 che la sorella di Venceslao, Elisabetta, fece trasferire le sue spoglie nel monastero di Zbraslav; secondo Pietro di Zittau, era lì che avrebbe desiderato riposare. Il 10 agosto 1420 il monastero fu saccheggiato dagli hussiti, con il risultato che le spoglie dei re seppelliti in loco vennero disonorate prima che il monastero fosse dato alle fiamme. Le spoglie di Venceslao III si persero nel corso di questo saccheggio.

## Aspetto
Poiché i resti di Venceslao non sono stati rinvenuti, la sua fisionomia può essere ricostruita solo sulla base di fonti scritte contemporanee e risultati analoghi derivanti da studi antropologici sugli altri Přemyslidi. All'affermazione di Pietro di Zittau secondo cui Venceslao III aveva un aspetto avvenente, potrebbe essere affiancata la dichiarazione del paleoantropologo Emanuel Vlček, a giudizio del quale il monarca avrebbe avuto un aspetto esile e poco nerboruto, con una corporatura snella, di media statura e di capelli e occhi forse marroni.
(Chronicon Aulae regiae)

## Rilevanza storica

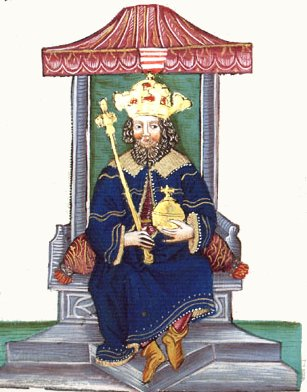
Ritratto immaginario di Venceslao III di Maciej Szczepańczyk

Gli storici meno recenti, nella loro valutazione del governo di Venceslao, si basarono principalmente sulle versioni di Pietro di Zittau e di altri cronisti relative alla dissolutezza del giovane. Per questo motivo, la sua personalità e il suo governo sono stati perlopiù valutati negativamente. Karel Maráz ha cercato di analizzare la questione sotto una prospettiva diversa, ritenendo che l'amministrazione di Venceslao in Ungheria non possa essere giudicata perché in realtà governarono in sua vece i consiglieri di Venceslao (questi era troppo giovane e inesperto per governare da solo). Sebbene Pietro di Zittau avesse sottolineato spesso lo stile di vita di Venceslao III e la nefasta influenza che esercitò nei suoi confronti l'aristocrazia, alla quale aveva assegnato molte proprietà, la ricerca di Maráz di documenti reali dell'epoca non lo conferma. Stando all'opinione dello storico, si può concludere che Venceslao visse in maniera turbolenta, ma il suo regno non lasciò alcun segno netto in quanto si seguirono semplicemente le scelte operate da Venceslao II. La continuità emergerebbe soprattutto dalla prosecuzione delle trattative con Alberto d'Asburgo, dal mantenimento di alti dignitari e dei funzionari nei loro incarichi, dall'appoggio riservato ai cistercensi, dal pagamento dei debiti e dalla conferma dei rapporti di alleanza stipulati con i Cavalieri teutonici. Stando a Maráz, alcune azioni ebbero un importante successo in campo diplomatico, come ad esempio le dimissioni della corona ungherese o i già citati negoziati con Alberto e la prosecuzione del rapporto di cooperazione con lo Stato monastico. Volendo sinteticamente commentare la parentesi al potere di Venceslao III, Maráz lo ha considerato come un regnante che «ebbe un temperamento più frizzante della media e una fiducia in se stesso degna di un Přemyslide».

## Influenza culturale
Il cronista di Zbraslav, così come molti altri dopo di lui, hanno rimarcato ampiamente i tratti caratteriali e i comportamenti negativi di Venceslao. Nella sua Divina Commedia, Dante Alighieri menziona i Přemyslidi ponendo Ottocaro II e suo figlio Venceslao nel Purgatorio. Per essendo possibile che l'autore abbia confuso Venceslao II e Venceslao III, il passaggio in questione è il seguente:
(Dante Alighieri, Purgatorio VII, 100-102))
Con riferimento alla letteratura moderna, i temi della vita di Venceslao III sono stati al centro dei drammi storici di Ferdinand Břetislav Mikovec (1826-1862) Záhuba rodu Přemyslovců ("La storia dei Přemyslidi") e Otokar Fischer (1883-1938) Přemyslovci ("I Přemyslidi"). Oldrich Danek (1927-2000) si è concentrato su Venceslao III nel romanzo Vražda v Olomouci ("Omicidio a Olomouc"), mentre il personaggio compare in opere di autori slavi recenti quali Ludmila Vankova (1927-2022) con Královský nach tě neochrání ("Il ruolo di re non ti salverà"), Vlastimil Vondruška (1955) con Král básník Václav II ("Il re poeta Venceslao II") e Oldřiška Ciprová con Láska a majestát ("Amore e Maestà").

## Ascendenza
|                         |                      |                         | Genitori                    |  |  | Nonni |  |  | Bisnonni              |  |  | Trisnonni            |  |
|                         |                      |                         |                             |  |  |       |  |  | Venceslao I di Boemia |  |  | Ottocaro I di Boemia |  |
|                         |                      |                         |                             |  |  |       |  |  | Venceslao I di Boemia |  |  | Ottocaro I di Boemia |  |
|                         |                      | Costanza d'Ungheria     |                             |  |  |       |  |  | Venceslao I di Boemia |  |  |                      |  |
| Ottocaro II di Boemia   |                      |                         |                             |  |  |       |  |  | Venceslao I di Boemia |  |  |                      |  |
|                         |                      | Cunegonda di Svevia     | Filippo di Svevia           |  |  |       |  |  |                       |  |  |                      |  |
|                         |                      | Cunegonda di Svevia     | Filippo di Svevia           |  |  |       |  |  |                       |  |  |                      |  |
|                         |                      | Cunegonda di Svevia     | Beatrice di Borgogna        |  |  |       |  |  |                       |  |  |                      |  |
| Venceslao II di Boemia  |                      | Cunegonda di Svevia     |                             |  |  |       |  |  |                       |  |  |                      |  |
|                         |                      | Rostislav Michajlovič   | Michele I, Granduca di Kiev |  |  |       |  |  |                       |  |  |                      |  |
|                         |                      | Rostislav Michajlovič   | Michele I, Granduca di Kiev |  |  |       |  |  |                       |  |  |                      |  |
|                         |                      | Rostislav Michajlovič   | Elena Romanovna             |  |  |       |  |  |                       |  |  |                      |  |
| Cunegonda di Slavonia   |                      | Rostislav Michajlovič   |                             |  |  |       |  |  |                       |  |  |                      |  |
|                         |                      | Anna d'Ungheria         | Béla IV d'Ungheria          |  |  |       |  |  |                       |  |  |                      |  |
|                         |                      | Anna d'Ungheria         | Béla IV d'Ungheria          |  |  |       |  |  |                       |  |  |                      |  |
|                         |                      | Anna d'Ungheria         | Maria Lascaris di Nicea     |  |  |       |  |  |                       |  |  |                      |  |
| Venceslao III di Boemia |                      | Anna d'Ungheria         |                             |  |  |       |  |  |                       |  |  |                      |  |
|                         | Alberto IV il Saggio | Rodolfo il Vecchio      |                             |  |  |       |  |  |                       |  |  |                      |  |
|                         | Alberto IV il Saggio | Rodolfo il Vecchio      |                             |  |  |       |  |  |                       |  |  |                      |  |
|                         | Alberto IV il Saggio | Agnese di Staufen       |                             |  |  |       |  |  |                       |  |  |                      |  |
| Rodolfo I d'Asburgo     | Alberto IV il Saggio |                         |                             |  |  |       |  |  |                       |  |  |                      |  |
|                         |                      | Heilwig di Kiburg       | …                           |  |  |       |  |  |                       |  |  |                      |  |
|                         |                      | Heilwig di Kiburg       | …                           |  |  |       |  |  |                       |  |  |                      |  |
|                         |                      | Heilwig di Kiburg       | …                           |  |  |       |  |  |                       |  |  |                      |  |
| Guta d'Asburgo          |                      | Heilwig di Kiburg       |                             |  |  |       |  |  |                       |  |  |                      |  |
|                         |                      | Burcardo V di Hohenberg | Burcardo IV di Hohenberg    |  |  |       |  |  |                       |  |  |                      |  |
|                         |                      | Burcardo V di Hohenberg | Burcardo IV di Hohenberg    |  |  |       |  |  |                       |  |  |                      |  |
|                         |                      | Burcardo V di Hohenberg | Valpurga di Aichelberg      |  |  |       |  |  |                       |  |  |                      |  |
| Gertrude di Hohenberg   |                      | Burcardo V di Hohenberg |                             |  |  |       |  |  |                       |  |  |                      |  |
|                         |                      | Matilde di Tubinga      | Rodolfo II di Tubinga       |  |  |       |  |  |                       |  |  |                      |  |
|                         |                      | Matilde di Tubinga      | Rodolfo II di Tubinga       |  |  |       |  |  |                       |  |  |                      |  |
|                         |                      | Matilde di Tubinga      | ? di Ronsberg               |  |  |       |  |  |                       |  |  |                      |  |
|                         |                      | Matilde di Tubinga      |                             |  |  |       |  |  |                       |  |  |                      |  |

### Esplicative
1. ↑  Poiché l'incoronazione non fu eseguita in presenza dei feudatari ungheresi nella capitale storica di Székesfehérvár e la corona di Santo Stefano non era disponibile, Carlo venne incoronato soltanto con una corona provvisoria. L'unica tradizione osservata riguardava la celebrazione religiosa tenutasi al cospetto dell'arcivescovo di Esztergom: Maráz (2007), p. 34.
2. ↑  In maniera assolutamente inusuale e sorprendente, Venceslao III annullò il fidanzamento con Elisabetta quattro giorni dopo il suo matrimonio con Viola, il 9 ottobre 1305: Hádek (2006), p. 142.
3. ↑  Elisabetta fu dapprima una monaca cistercense attiva a Pohled e poi benedettina a San Giorgio nel castello di Praga. Qualche tempo dopo, servì come badessa del monastero di Pustiměř e morì prima del giugno 1347: Maráz (2007), p. 120; Hádek (2006), pp. 155-156.
4. ↑  La caduta di Cracovia non è certa. Secondo Tomasz Pietras, la città era ancora controllata dal vescovo di Cracovia, Jan Muskata, all'inizio del luglio del 1306. Pietras respinge anche le affermazioni di alcune fonti secondo cui Ladislao sottomise Cracovia tra l'inizio della primavera e il maggio del 1306: Maráz (2007), p. 58.

### Bibliografiche
1. ↑  Maráz (2007), p. 13.
2. 1 2 3  Hádek (2006), p. 99.
3. ↑  Chronicon Aulae regiae, p. 69.
4. 1 2 3 4  Maráz (2007), p. 34.
5. ↑  Maráz (2007), p. 33.
6. ↑  Bartl e Škvarna (2002), p. 36.
7. 1 2 3 4  Žemlička (1998), p. 189.
8. ↑  Vaníček (2002), p. 460.
9. 1 2 3 4 5  Maráz (2007), pp. 35, 102.
10. ↑  Vaníček (2002), p. 461.
11. 1 2 3 4 5  Maráz (2007), p. 36.
12. ↑  Chronicon Aulae regiae, p. 121.
13. ↑  Maráz (2007), pp. 35, 43.
14. 1 2 3  Žemlička (1998), p. 262.
15. 1 2 3 4 5 6 7  Maráz (2007), p. 37.
16. ↑  Chronica Picta, p. 64.
17. 1 2  Vaníček (2002), p. 476.
18. ↑  Chronicon Aulae regiae, p. 180.
19. 1 2 3 4  Vaníček (2002), p. 462.
20. ↑  Maráz (2007), p. 38.
21. 1 2  Hádek (2006), p. 105.
22. ↑  Maráz (2007), pp. 38-39.
23. ↑  Maráz (2007), p. 39.
24. 1 2  Žemlička (1998), p. 263.
25. 1 2 3  Maráz (2007), p. 41.
26. 1 2  Maráz (2007), pp. 39-40.
27. 1 2 3  Maráz (2007), p. 40.
28. 1 2  Žemlička (1998), p. 266.
29. ↑  Žemlička (1998), p. 264.
30. ↑  Vaníček (2002), p. 468.
31. ↑  Vaníček (2002), p. 464.
32. ↑  Žemlička (1998), p. 265.
33. ↑  Vaníček (2002), p. 469.
34. 1 2 3  Vaníček (2002), p. 470.
35. 1 2 3  Maráz (2007), p. 42.
36. 1 2 3 4  Žemlička (1998), p. 267.
37. ↑  Maráz (2007), p. 43.
38. ↑  Žemlička (1998), p. 268.
39. ↑  Žemlička (1998), p. 270.
40. 1 2  Vaníček (2002), p. 474.
41. ↑  Hádek (2006), p. 127.
42. 1 2  Maráz (2007), p. 45.
43. 1 2  Žemlička (1998), p. 273.
44. ↑  Maráz (2007), pp. 46-47.
45. ↑  Maráz (2007), p. 47.
46. ↑  Hádek (2006), p. 134.
47. 1 2 3 4 5 6 7 8  Žemlička (1998), p. 49.
48. 1 2 3 4  Maráz (2007), p. 49.
49. ↑  Vaníček (2002), p. 475.
50. 1 2 3  Vaníček (2002), p. 478.
51. 1 2 3 4 5 6 7  Maráz (2007), p. 50.
52. ↑  Hádek (2006), p. 142.
53. ↑  Hádek (2006), p. 140.
54. 1 2 3 4  Maráz (2007), p. 52.
55. ↑  Hádek (2006), p. 144.
56. 1 2  Chronicon Aulae regiae, p. 149.
57. ↑  Hádek (2006), p. 139.
58. ↑  Žemlička (1998), p. 277.
59. 1 2  Maráz (2007), p. 84.
60. ↑  Hádek (2006), p. 155.
61. ↑  Maráz (2007), pp. 53-58.
62. ↑  Maráz (2007), p. 56.
63. 1 2 3 4 5  Vaníček (2002), p. 479.
64. ↑  Maráz (2007), p. 61.
65. ↑  Maráz (2007), pp. 62-63.
66. 1 2 3  Maráz (2007), p. 58.
67. 1 2 3 4 5 6  Žemlička (1998), p. 276.
68. 1 2 3 4 5  Maráz (2007), p. 59.
69. ↑  Hádek (2006), p. 143.
70. 1 2 3  Maráz (2007), p. 67.
71. ↑   Jana Mrákotova, Come il lussurioso re Venceslao III fu assassinato e la sua dinastia perì di spada, su g.cz, 4 luglio 2020. URL consultato il 16 febbraio 2022.
72. ↑  Chronicon Aulae regiae, p. 150.
73. ↑  Maráz (2007), pp. 68-73, 78.
74. ↑  Teich (1998), p. 53.
75. ↑  Maráz (2007), p. 77.
76. ↑  Maráz (2007), pp. 73-75.
77. 1 2 3  Teich (1998), pp. 53-54.
78. ↑  (EN) Wojciech Kozlowski, Power‑winning contexts and strategies of Charles I and Wenceslas III, in New Europe College Yearbook, n. 13, Mew Europe Challenge, 2013,  p. 173.
79. ↑  Žemlička (1998), pp. 277-278.
80. ↑  Vaníček (2002), p. 480.
81. ↑  Maráz (2007), pp. 72-84.
82. 1 2  Maráz (2007), pp. 84-85.
83. ↑  Maráz (2007), p. 90.
84. ↑  (CS) Emanuel Vlček, Jak zemřeli: Významné osobnosti českých dějin z pohledu antropologie a lékařství [Come sono morti: Le personalità importanti della storia ceca analizzate da un approccio antropologico e medico], Praga, Academia, 1993,  p. 60, ISBN 80-200-0400-9.
85. ↑  Chronicon Aulae regiae, p. 148.
86. 1 2 3 4  Maráz (2007), pp. 86-89.
87. ↑  Maráz (2007), p. 89.
88. ↑  Divina Commedia, Purgatorio, p. 133.
89. ↑  Hádek (2006), pp. 157-158.

### Fonti primarie
- (LA) Pietro di Zittau, Chronicon Aulae regiae, 1784.
- Dezső Dercsényi (a cura di), Chronicon Pictum, Corvina, Taplinger Publishing, 1970, ISBN 0-8008-4015-1.
- Dante Alighieri, La Divina Commedia. Purgatorio, a cura di E. Zolesi, Armando Editore, 2003, ISBN 978-88-83-58242-4.

### Fonti secondarie
- (EN) Július Bartl e Dušan Škvarna, Slovak History: Chronology & Lexicon, traduzione di David P. Daniel, Bolchazy-Carducci Publishers, 2002, ISBN 978-08-65-16444-4.
- (CS) Cyril Hádek, Konec Přemyslovců v Čechách [La fine dei Přemyslidi in Boemia], Praga, Akropolis, 2006, ISBN 80-7304-067-0.
- (CS) Karel Maráz, Václav III. (1289-1306): poslední Přemyslovec na českém trůně [Venceslao III (1289-1306): l'ultimo přemyslide sul trono ceco], České Budějovice, Veduta, 2007, ISBN 978-80-86829-25-8.
- (EN) Mikulas Teich, Bohemia in History, Cambridge University Press, 1998, ISBN 978-05-21-43155-2.
- (CS) Vratislav Vaníček, Velké dějiny zemí Koruny české (III): 1250-1310 [La Grande Storia delle Terre della Corona Ceca (III): 1250-1310], Praga, Paseka, 2002, ISBN 80-7185-433-6.
- (CS) Josef Žemlička, Století posledních Přemyslovců [Il secolo degli ultimi Přemyslidi], 2ª ed., Praga, Melantrich, 1998, ISBN 80-7023-281-1.